# X-Bar-Theorie
Die X-Bar-Theorie ist eine Komponente der linguistischen Theorie der Generativen Grammatik. Ihr Grundgedanke ist, dass die Satzstruktur aller natürlichen Sprachen gemeinsamen Bauprinzipien unterliegt: Jeder Satz baut sich aus abgeschlossenen Bestandteilen auf, sogenannten Phrasen, die selbst zusammengesetzt, aber manchmal auch Einzelwörter sein können. Jede Phrase hat einen Kopf, also einen Bestandteil, der ihre Eigenschaften festlegt. Zu diesen Eigenschaften gehört auch eine syntaktische Kategorie, also bestimmte Wortart-Eigenschaften, sodass z. B. Verbalphrasen, Adjektivphrasen oder Nominalphrasen entstehen können, je nachdem, ob der Kopf ein Verb, Adjektiv oder Nomen ist. Da aber, laut dieser Theorie, der innere Aufbau von Phrasen immer gleichartige Bauprinzipien aufweist, können die Grundsätze des Phrasenaufbaus für einen Kopf mit beliebiger Kategorie X definiert werden – daher das X im Namen der Theorie (es ist also als Variable gemeint).
Zum Kopf der Phrase treten Zusätze, bei denen die X-Bar-Theorie drei verschiedene Typen der Beziehung zum Kopf unterscheidet: Komplement, Adjunkt oder Spezifikator. Während „Adjunkt“ und „Komplement“ ältere Bezeichnungen sind, die in der X-Bar-Theorie neu definiert wurden (und darum nun mehrdeutig sind), ist der Begriff „Spezifikator“ eine Besonderheit dieser Theorie. Durch Hinzufügen solcher verschiedener Zusätze zum Kopf entsteht eine komplexe Struktur. Die Komplexitätsstufen wurden ursprünglich durch eine Notation mit Querbalken bezeichnet, der auf Englisch bar heißt. So entstand insgesamt der Name „X-Bar-Theorie“.
Die Theorie wurde erstmals von Noam Chomsky in den 1970er Jahren formuliert und wurde in den Weiterentwicklungen der Generativen Grammatik wie der Rektions- und Bindungstheorie weiter ausgebaut.

## Grundidee

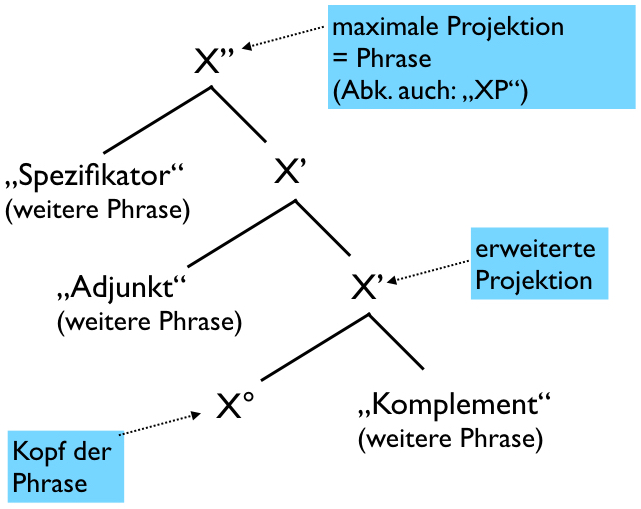
Veranschaulichung des X-Bar-Schemas in einem Baumdiagramm

Laut der X-Bar-Theorie bestehen alle Sätze aus Phrasen, die hierarchisch gegliedert sind. Die Beschränkungen, denen dieser Aufbau genügen muss, werden als X-Bar-Schema bezeichnet. Nebenstehend ist das X-Bar-Schema in Form einer Baumstruktur veranschaulicht (eine formalere Darstellung folgt im nächsten Abschnitt); dieses Diagramm zeigt den maximalen Ausbau einer Phrase, abgesehen davon, dass mehrere Adjunkte möglich sind. Im Einzelfall müssen nicht alle verfügbaren Positionen benutzt werden. Es ist auch möglich, dass ein Einzelwort allein, ohne jegliche Zusätze, bereits die Funktionen einer Phrase übernimmt.
Der Strukturaufbau beginnt mit dem Kopf der Phrase, in der abstrakten Darstellung das X. Die allgemeine Struktur im Diagramm kann zum Beispiel auf den Fall angewendet werden, dass der Kopf X ein Nomen ist (Symbol: N). Dann entsteht eine Nominalphrase, wie zum Beispiel: „große Mengen von Wasser“. Der Kopf ist hierbei das Nomen „Mengen“. Dieses Nomen wird kombiniert mit der Ergänzung „von Wasser“ und modifiziert mit dem Adjektiv „groß“. In Begriffen der X-Bar-Theorie fordert der Phrasenkopf „Mengen“ das Komplement „von Wasser“ und hat das Adjektiv „groß“ als ein Adjunkt bei sich. Die Spezifikator-Position wurde in diesem Beispiel nicht besetzt. Da der Ausdruck „große Mengen von Wasser“ so schon alle benötigten Ergänzungen aufweist, bezeichnet man ihn als Phrase oder auch als maximale Projektion des Kopfes (notiert als X", also im obigen Beispiel als N"): [großeA" [MengenN] [von WasserP"]]
Die Grundprinzipien der X-Bar-Theorie lassen es zunächst offen, ob Spezifikatoren, Adjunkte und Komplemente auf dem linken oder rechten Zweig einer Verzweigung erscheinen; dies wird dann von den Grammatiken einzelner Sprachen unterschiedlich festgelegt. Die im Diagramm gezeigte Anordnung ist ein spezieller Fall für die Nominalphrase im Deutschen.
Neben der Angabe der syntaktischen Hierarchie und der Wortreihenfolge spielt das X-Bar-Schema auch in der Verwaltung grammatischer Merkmale eine Rolle. Phrasenkopf und maximale Phrase teilen sich eine Reihe von Merkmalen, die deshalb auch Kopfmerkmale genannt werden. Zum Beispiel können die Nominalphrase N″ und ihr Kopf das Merkmal [Plural] tragen.
Die Ausbaustufen eines Kopfes X wurden ursprünglich durch einen bzw. zwei Balken über dem Kopfsymbol notiert (also {\displaystyle {\bar {X}}}). Wegen der Schwierigkeit, diese Notation typographisch darzustellen, benutzt man stattdessen häufiger Apostrophe, so wie auch im hier gegebenen Diagramm; diese beiden Notationen sind gleichwertig.

## Formale Darstellung des X-Bar-Schemas
Der Kern der X-Bar-Theorie, das sog. X-Bar-Schema, kann in einer rekursiven Version folgendermaßen formuliert werden:
1. X′ → { X, P″ }
2. X′ → { X′, P″ }
3. X″ → { X′, ( P″) }

Regel 1 besagt, dass ein Phrasenkopf X zusammen mit einer weiteren maximalen Phrase P″, die von X gefordert wird, eine Einheit (Konstituente) X′ bildet. X′ und X haben die gleichen Kopfmerkmale. P″ kann entweder obligatorisch sein, in diesem Fall spricht man von einem Komplement. Regel 2 erlaubt den rekursiven Zusatz weiterer Phrasen P″; diese Verbindung wird als Adjunktion bezeichnet. Regel 3 schließlich erlaubt die Bildung einer maximalen Einheit X″ (der Phrase) aus der Zwischenebene X′ durch Zusatz einer weiteren Phrase P″ (die jedoch auch fehlen kann; verdeutlicht durch runde Klammern). P″ heißt Spezifikator oder Spezifizierer.
Die Mengenschreibweise in den Regeln 1) bis 3) soll verdeutlichen, dass die Abfolge von X bzw. X′ und P″ prinzipiell offengelassen wird, der Phrasenkopf also sowohl vor seinem Argument als auch danach stehen kann. Wenn man wie oben ein Baumdiagramm angibt, ist es hingegen nicht möglich, die Reihung unspezifiziert zu lassen.

## Phrasen verschiedener Kategorien
Mit dem X-Bar-Schema kann man z. B. folgende Phrasen generieren:
- Verbalphrasen: [abandonV [the investigationN"] [after lunchP"]] (dt. [[die Untersuchung] [nach dem Mittagessen] aufgeben])
- Nominalphrasen: [theDet [detectiveN] [with the funny accentP"]] (dt. der Detektiv mit dem lustigen Akzent)
- Adjektivphrasen: [consciousA [of the problemP"]] (dt. sich des Problems bewusst)
- Präpositionalphrasen: [inP [FranceN"]]

In der ersten Variante der Transformationsgrammatik werden vor allem die lexikalischen Kategorien Nomen (N), Verb (V), Adjektiv (A) und Präposition (P) als Kandidaten für Köpfe einer Phrase genannt. Weiterentwicklungen der Transformationsgrammatik in den 1980er und 1990er Jahren erlauben auch funktionale Kategorien als Kopf: Modalverben und Flexion (engl. inflection, I), Complementizer wie dass sowie Determinativ (engl. determiner, D).
Inflection Phrases (IP oder I"), Complementizer Phrases (CP) und Determiner Phrases (DP oder D") sehen dann wie folgt aus:
- [Poirot willI [abandonV [the investigationD"] [after lunchP"]]V"]
- [thatC [I" Poirot will abandon the investigation after lunch]]
- [theD [detectiveN [with the funny accentP"]]N"]

Damit werden die Strukturen der Nominalphrase und der Verbalphrase neu interpretiert: Die Flexion am Verb oder auch ein Modalverb in der Verbalphrase ist nun der Kopf der IP. Der Determinativ (D) der DP ist nun kein Spezifizierer der Nominalphrase mehr, sondern der Kopf der DP.

## Historie und  Weiterentwicklungen
Die X-Bar-Theorie ist erstmals von Noam Chomsky im Rahmen seiner Transformationsgrammatik in den 1970er Jahren formuliert worden, geht aber in ihrer Grundidee auf die Strukturalisten zurück, die schon vor Chomsky Satzteile bzw. Phrasen in hierarchischen Strukturen analysierten. Die X-Bar-Theorie ist auch in den Weiterentwicklungen der Transformationsgrammatik, etwa der Rektions- und Bindungstheorie Chomskys, ein wesentlicher Bestandteil. In späteren Theorievarianten (zum Beispiel dem Minimalistischen Programm) sind flexiblere und sparsamere Modelle diskutiert worden, die mit weniger starren Festlegungen auskommen. Teilweise wird die Anwendbarkeit des Schemas auf OV-Sprachen als problematisch gesehen. Die Begrifflichkeit der X-Bar-Theorie gehört jedoch weiterhin zum klassischen Bestand der Syntaxtheorie.